# Kabinett Tusk III

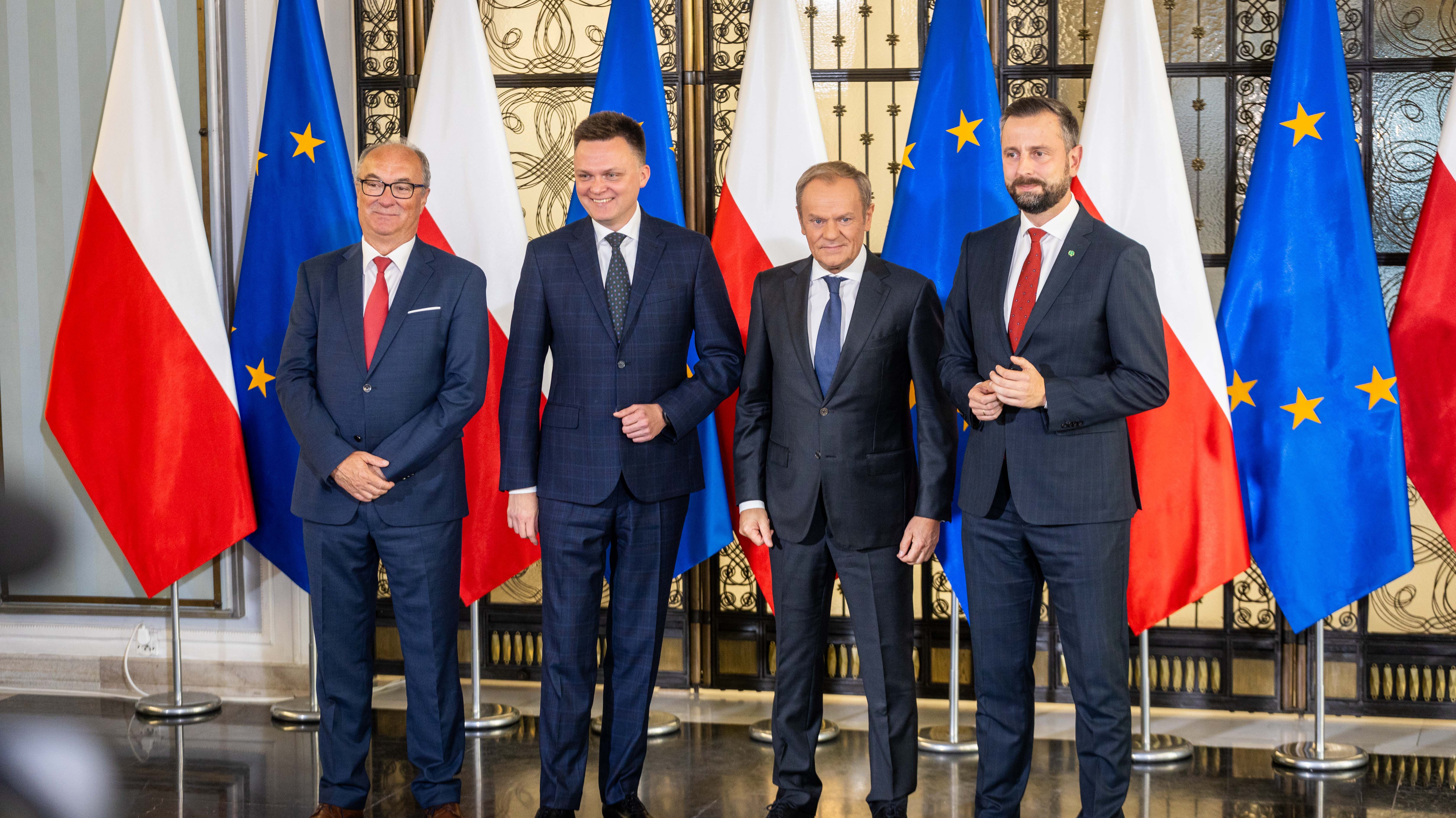
Vier Vorsitzende der insgesamt sieben Regierungsparteien

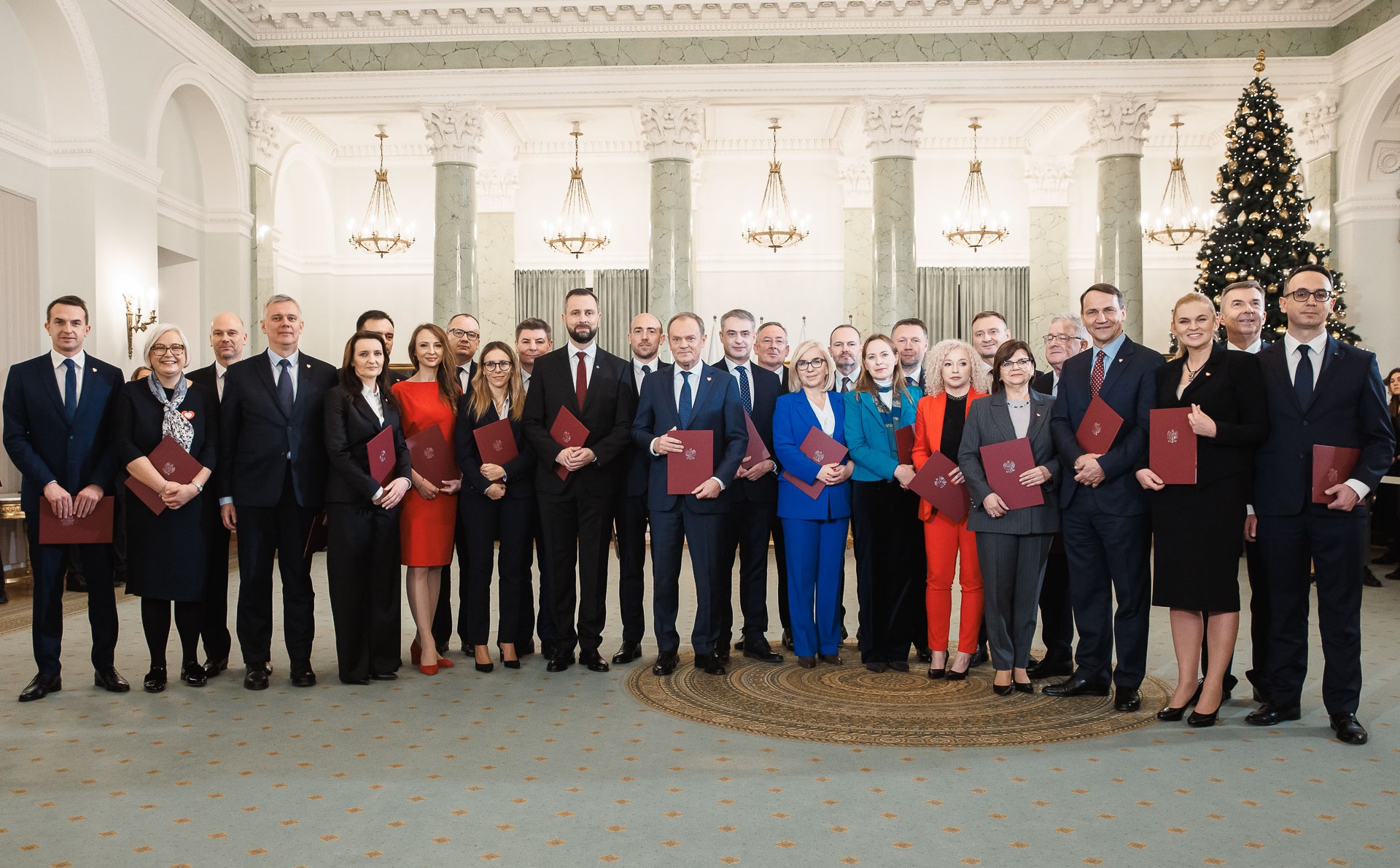
Gruppenbild des Kabinetts

Das Kabinett Tusk III wurde am 13. Dezember 2023 durch Staatspräsident Andrzej Duda zur Regierung von Polen berufen. Nachdem die vorherige Regierung von Mateusz Morawiecki am 11. Dezember in Folge der für die bisherige Opposition siegreichen Parlamentswahl vom 15. Oktober 2023 eine Vertrauensabstimmung im Unterhaus, dem Sejm, verloren hatte, wurde der bisherige Oppositionsführer und ehemalige Ministerpräsident Donald Tusk mit der Bildung einer Regierung beauftragt. Am Folgetag gab Tusk deren künftige Mitglieder bekannt, dem Kabinett gehören neun Frauen und 17 Männer an. Die Regierung wird von insgesamt sechs Parteien getragen, die bei der Parlamentswahl in drei verschiedenen Wahlbündnissen angetreten sind und sich im polnischen Parlament auf vier Fraktionen verteilen.
Im Mai 2024 bildete Donald Tusk das Kabinett um, weil vier Minister bei der Europawahl kandidierten. Zum Minister für Inneres und Verwaltung wurde der bisherige Geheimdienstkoordinator Tomasz Siemoniak ernannt, zur Ministerin für Kultur und Nationales Erbe Hanna Wróblewska, ehemalige Direktorin der Nationalen Kunstgalerie. Neuer Minister für Staatsvermögen wurde Jakub Jaworowski, neuer Minister für Entwicklung und Technologie Krzysztof Paszyk.
Nachdem der PO-Kandidat Rafał Trzaskowski die Präsidentschaftswahl knapp verloren hatte, stellte Tusk im Juni 2025 die Vertrauensfrage. Der Sejm sprach seiner Regierung am 11. Juni 2025 mit 243 zu 210 Stimmen (sieben Abgeordnete der oppositionellen PiS nahmen nicht an der Abstimmung teil) das Vertrauen aus.
Am 24. Juli 2025 gab es eine größere Kabinettsumbildung.

## Regierungsparteien
| Partei | Partei                                                 | Parteivorsitzende/-r                     | Politische Ausrichtung                                 | Wahlbündnis/Fraktion |
| ------ | ------------------------------------------------------ | ---------------------------------------- | ------------------------------------------------------ | -------------------- |
|        | Platforma Obywatelska (PO) Bürgerplattform             | Donald Tusk                              | wirtschaftsliberal, christdemokratisch, pro-europäisch | Koalicja Obywatelska |
|        | Nowoczesna (.N) Die Moderne                            | Adam Szłapka                             | wirtschaftsliberal, sozialliberal                      | Koalicja Obywatelska |
|        | Inicjatywa Polska (iPL) Initiative Polen               | Barbara Nowacka                          | sozialliberal, laizistisch, feministisch               | Koalicja Obywatelska |
|        | Polska 2050 (PL2050) Polen 2050                        | Szymon Hołownia                          | christdemokratisch, grün                               | -                    |
|        | Polskie Stronnictwo Ludowe (PSL) Polnische Volkspartei | Władysław Kosiniak-Kamysz                | christdemokratisch, konservativ, agrarisch             | -                    |
|        | Nowa Lewica Neue Linke                                 | Włodzimierz Czarzasty und Robert Biedroń | sozialdemokratisch                                     | Lewica               |

## Kabinettsmitglieder
| Amt                                                                       | Bild | Name                                                     | Partei                  |
| ------------------------------------------------------------------------- | ---- | -------------------------------------------------------- | ----------------------- |
| Ministerpräsident                                                         |      | Donald Tusk                                              | PO (KO)                 |
| stellvertretender Ministerpräsident Verteidigungsminister                 |      | Władysław Kosiniak-Kamysz                                | PSL                     |
| stellvertretender Ministerpräsident Minister für Digitales                |      | Krzysztof Gawkowski                                      | Nowa Lewica             |
| stellvertretender Ministerpräsident (ab 24. Juli 2025) Außenminister      |      | Radosław Sikorski                                        | PO (KO)                 |
| Justizminister                                                            |      | Adam Bodnar (bis 24. Juli 2025)                          | Parteilos (KO)          |
| Justizminister                                                            |      | Waldemar Żurek (ab 24. Juli 2025)                        | Parteilos               |
| Minister für Inneres und Verwaltung                                       |      | Marcin Kierwiński (bis 13. Mai 2024)                     | PO (KO)                 |
| Minister für Inneres und Verwaltung                                       |      | Tomasz Siemoniak (13. Mai 2024 bis 24. Juli 2025)        | PO (KO)                 |
| Minister für Inneres und Verwaltung                                       |      | Marcin Kierwiński (ab 24. Juli 2025)                     | PO                      |
| Ministerin für Zivilgesellschaft                                          |      | Agnieszka Buczyńska (bis 16. Oktober 2024)               | Polska 2050             |
| Ministerin für Zivilgesellschaft                                          |      | Adriana Porowska (16. Oktober 2024 bis 24. Juli 2025)    | Polska 2050             |
| Finanzminister                                                            |      | Andrzej Domański                                         | PO (KO)                 |
| Industrieministerin                                                       |      | Marzena Czarnecka (bis 24. Juli 2025)                    | Parteilos               |
| Minister für Staatsvermögen                                               |      | Borys Budka (bis 13. Mai 2024)                           | PO (KO)                 |
| Minister für Staatsvermögen                                               |      | Jakub Jaworowski (ab 13. Mai 2024 bis 24. Juli 2025)     | Parteilos               |
| Minister für Staatsvermögen                                               |      | Wojciech Balczun (ab 24. Juli 2025)                      | Parteilos               |
| Ministerin für Familie, Arbeit und Soziales                               |      | Agnieszka Dziemianowicz-Bąk                              | Nowa Lewica             |
| Minister ohne Geschäftsbereich Leiter der Kanzlei des Ministerpräsidenten |      | Jan Grabiec                                              | PO (KO)                 |
| Ministerin für Klima und Umwelt                                           |      | Paulina Hennig-Kloska                                    | Polska 2050             |
| Minister für Entwicklung und Technologie                                  |      | Krzysztof Hetman (bis 13. Mai 2024)                      | PSL                     |
| Minister für Entwicklung und Technologie                                  |      | Krzysztof Paszyk (13. Mai 2024 bis 24. Juli 2025)        | PSL                     |
| Infrastrukturminister                                                     |      | Dariusz Klimczak                                         | PSL                     |
| Gleichstellungsministerin                                                 |      | Katarzyna Kotula (bis 24. Juli 2025)                     | Nowa Lewica             |
| Gesundheitsministerin                                                     |      | Izabela Leszczyna (bis 24. Juli 2025)                    | PO (KO)                 |
| Gesundheitsministerin                                                     |      | Jolanta Sobierańska-Grenda (ab 24. Juli 2025)            | Parteilos               |
| Bildungsministerin                                                        |      | Barbara Nowacka                                          | iPL (KO)                |
| Minister für Sport und Tourismus                                          |      | Sławomir Nitras (bis 24. Juli 2025)                      | PO (KO)                 |
| Minister für Sport und Tourismus                                          |      | Jakub Rutnicki (ab 24. Juli 2025)                        | PO                      |
| Ministerin für Senioren                                                   |      | Marzena Okła-Drewnowicz (bis 24. Juli 2025)              | PO (KO)                 |
| Ministerin für Fonds und Regionales                                       |      | Katarzyna Pełczyńska-Nałęcz                              | Parteilos (Polska 2050) |
| Landwirtschaftsminister                                                   |      | Czesław Siekierski (bis 24. Juli 2025)                   | PSL                     |
| Landwirtschaftsminister                                                   |      | Stefan Krajewski (ab 24. Juli 2025)                      | PSL                     |
| Minister ohne Geschäftsbereich Koordinator der Sicherheitsdienste         |      | Tomasz Siemoniak                                         | PO (KO)                 |
| Minister für Kultur und nationales Erbe                                   |      | Bartłomiej Sienkiewicz (bis 13. Mai 2024)                | PO (KO)                 |
| Minister für Kultur und nationales Erbe                                   |      | Hanna Wróblewska (13. Mai 2024 bis 24. Juli 2025)        | Parteilos               |
| Minister für Kultur und nationales Erbe                                   |      | Marta Cienkowska (ab 24. Juli 2025)                      | Polska 2050             |
| EU-Minister                                                               |      | Adam Szłapka (bis 24. Juli 2025)                         | Nowoczesna (KO)         |
| Wissenschaftsminister                                                     |      | Dariusz Wieczorek (bis 17. Januar 2025)                  | Nowa Lewica             |
| Wissenschaftsminister                                                     |      | Marcin Kulasek (ab 17. Januar 2025)                      | Nowa Lewica             |
| Minister für legislative Angelegenheiten                                  |      | Maciej Berek                                             | Parteilos               |
| Minister ohne Geschäftsbereich                                            |      | Marcin Kierwiński (26. September 2024 bis 24. Juli 2025) | PO                      |
| Energieminister                                                           |      | Miłosz Motyka (ab 24. Juli 2025)                         | PSL                     |